# Nzuzi
Nzuzi est un prénom kongo ou yaka, donné au deuxième jumeau à la naissance, car il considéré comme le premier ; le premier étant appelé Nsimba.
Chez les Yakas, les prénoms de jumeaux Nzuzi et Nsimba s’appliquent uniquement aux filles, les jumeaux masculins s’appellent Kosi et Makanzu. Dans le cas de triplés, le troisième enfant est nommé Ngisila ; l'enfant qui suit les jumeaux sera appelé Iandu.

## Personnalités portant ce prénom
- Nzuzi Toko, footballeur congolais né en 1990.
- Abel Xavier Nzuzi Lubota, homme politique angolais.